# جاك العلم (مسلسل)
جاك العلم مسلسل سعودي كوميدي عُرض الموسم الأول منه على قناة MBC 1 ومنصة شاهد في شهر رمضان عام 2024م. وهو من بطولة ماجد مطرب فواز، وريم عبد الله، وكتابة أماني السليمي وزايد الرويس، وإخراج عبد الله العراك.

## القصة
يصور المسلسل يوميات عائلة أبو صامل «ماجد مطرب فواز»، وزوجته أم صامل «ريم عبد الله»، إضافة إلى تصويره لعالم صديق أبو صامل نجر البخيل المتزوج من وضحى صديقة أم صامل وحافظة أسرارها والمتعاونة معها في حيلها ضد أبو صامل.

## طاقم المسلسل

### الإشراف العام
- خلف الحربي.

### الكتاب
- أماني السليمي.
- زايد الرويس.

### الممثلون
- ماجد مطرب فواز.
- ريم عبد الله.
- خالد البقمي.
- حبيب الحبيب.
- علي الحميدي.
- هديل العتيبي
- هاني العتيبي
- صيتة السبيعي
- وليد الزهراني.
- سامي حازم.[7]
- عبدالله السميري (جاك العلم 2).
- فاطمة الحوسني (جاك العلم 2).
- زارا البلوشي (جاك العلم 2).
- عهود السامر (جاك العلم 2).
- مهى العبد الله (جاك العلم 2).
- محمد الجبرتي (جاك العلم 2).
- عادل الشاكري (جاك العلم 2).
- فتون جار الله (جاك العلم 2).
- رنا الشافعي (جاك العلم 2).
- صنيتان الحربي (جاك العلم 2)
- عزوز بن زايد (جاك العلم 2).[8]